# Бетешть (Харгіта)
Бетешть, Бетешті (рум. Betești) — село у повіті Харгіта в Румунії. Адміністративно підпорядковане місту Крістуру-Секуєск.
Село розташоване на відстані 220 км на північ від Бухареста, 56 км на захід від М'єркуря-Чука, 125 км на південний схід від Клуж-Напоки, 81 км на північний захід від Брашова.

## Населення
За даними перепису населення 2002 року у селі проживали 698 осіб. Рідною мовою 697 осіб (99,9%) назвали угорську.
Національний склад населення села:
| Національність | Кількість осіб | Відсоток |
| -------------- | -------------- | -------- |
| угорці         | 655            | 93,8%    |
| цигани         | 42             | 6,0%     |